# دوشكا
دِهْ شِهْ كِهْ (بالروسية: ДШК) ويسمى بشكل شائع دوشكا[بحاجة لمصدر] هو سلاح رشاش سوفيتي ثقيل مضاد للطائرات يطلق رصاص عيار 12.7x108 ملم ويكون سمك الدرع الذي يتم اختراقه من مسافة 500 متر - 16 مم ويمكن استخدامه ضد المشاة، صمم النسخة الأصلية من رشاش الدوشكا اللواء السوفيتي فاسيلي دغتيريوف ثم طوره بالتعاون مع مصمم الاسلحة غينادي شباغين وحظى هذا الرشاش ولا يزال يحظى بشهرة كبيرة في العديد من الدول الاجنبية، بما فيها الدول العربية، حيث تطلق عليه تسمية «دوشكا». ويتواصل صنعه في الصين وباكستان وإيران. واستُخدمت هذه الرشاشات سلاحًا مضادًا للطائرات ولدعم المشاة. كما انه نصب على ظهر المدرعات والسفن صغيرة الحجم. وتم تطوير الرشاش فيما بعد وأطلق عليه دي شي كا ام(Dshkm)

## مواصفات فنية تكتيكية
- عيار الرشاش - 12.7 مم طول الرشاش - 1625 مم
- سرعة الرمي - 125 طلقة في الدقيقة
- سعة المخزون (الشريط) - 50 طلقة
- وزن الرشاش - 34 كغ طاقم الرشاش - فردان
- سمك الدرع الذي يتم اختراقه من مسافة 500 متر - 16 مم
- مدى الرمي - 3500 متر
- ارتفاع الاهداف الجوية المصابة - 2500 متر

## الدول المستخدمة للسلاح
- روسيا
- كمبوديا
- جورجيا
- باكستان
- العراق
- سوريا
- ليبيا
- مصر
- السودان
- اليمن

## التاريخ
قام دغتيريوف بتصميم مدفع رشاش ثقيل من عيار ثقيل في عام 1930 وأنتج هذا السلاح بكميات صغيرة خلال الفترة 1933-1935.وكانت تتم تغذية البندقية من طبل بثلاثين طلقة فقط. ثم وضعت شركة Shpagin آلية تغذية بحزام(شريط)يحتوي 50 طلقة في عام 1938، وقد تم اعتماد البندقية دوشكا عام 1938. أصبح هذا السلاح السوفيتي مدفع رشاش ثقيل في الحرب العالمية الثانية. مثل ما يعادلها في الولايات المتحدة، براوننج M2 . كمانه يعد سلاحا مضادا للطائرات يتم تركيبه على حامل ثلاثي الارجل اوعلى الشاحنة GAZ-AA. في وقت متأخر من الحرب، تم تركيبه أيضا على قباب من دبابات (IS-2) ومدافع ذاتية الحركة ISU-152. باعتبارها سلاح دعم المشاة الثقيل وفي عام 1946 تم إدخال دوشكا DShKM حديثة الإصدار. وقد تم تصنيعها بموجب ترخيص من قبل دوشكا في عدد من البلدان، بما في ذلك جمهورية الصين الشعبية وباكستان ورومانيا إلى اليوم، فإنه تم استبدال معظمها في تصاميم أكثر حداثة. ومع ذلك، فإن دوشكا لا يزال واحدا من الرشاشات الثقيلة الأكثر استخداما على نطاق واسع.

## معرض صور

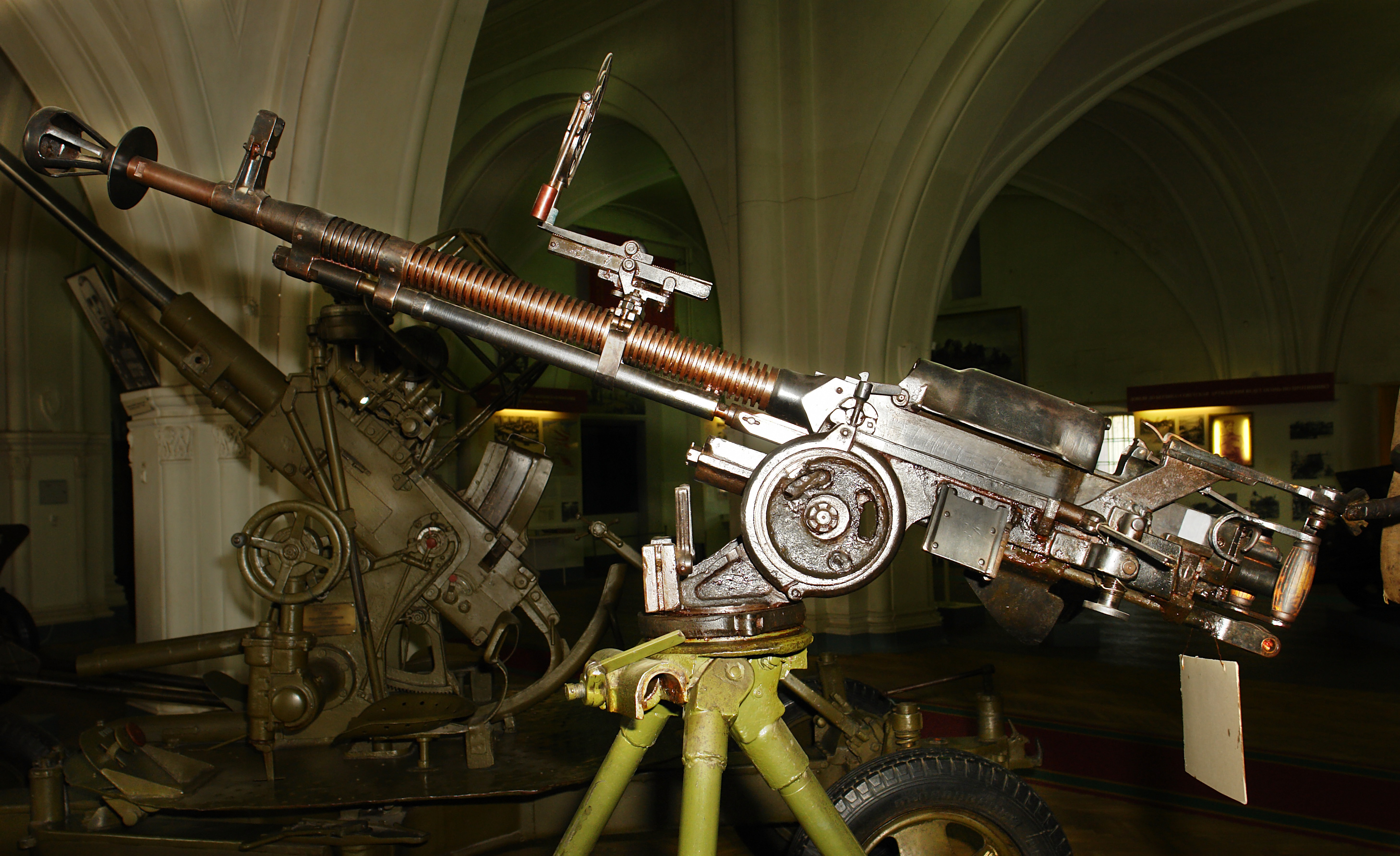
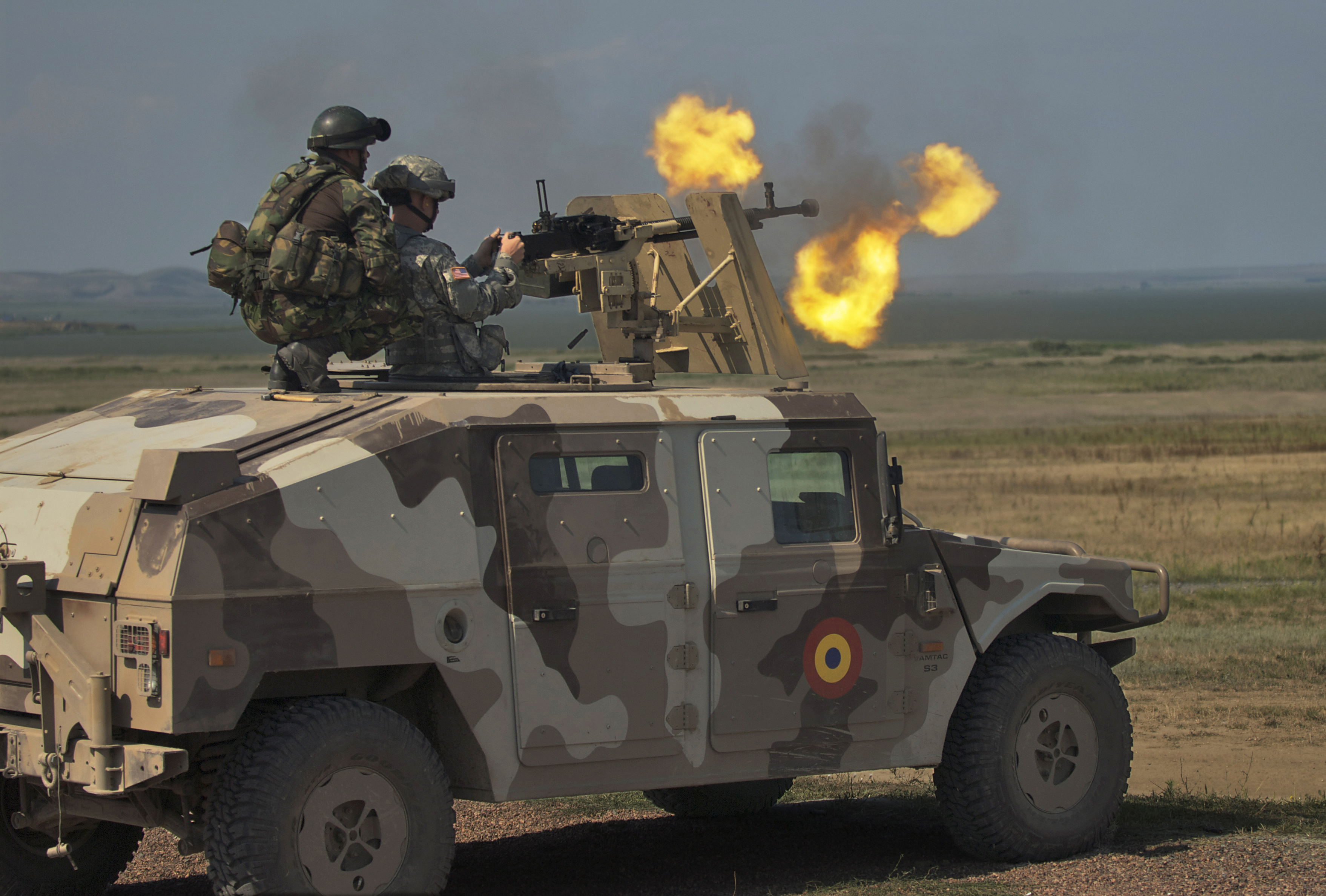
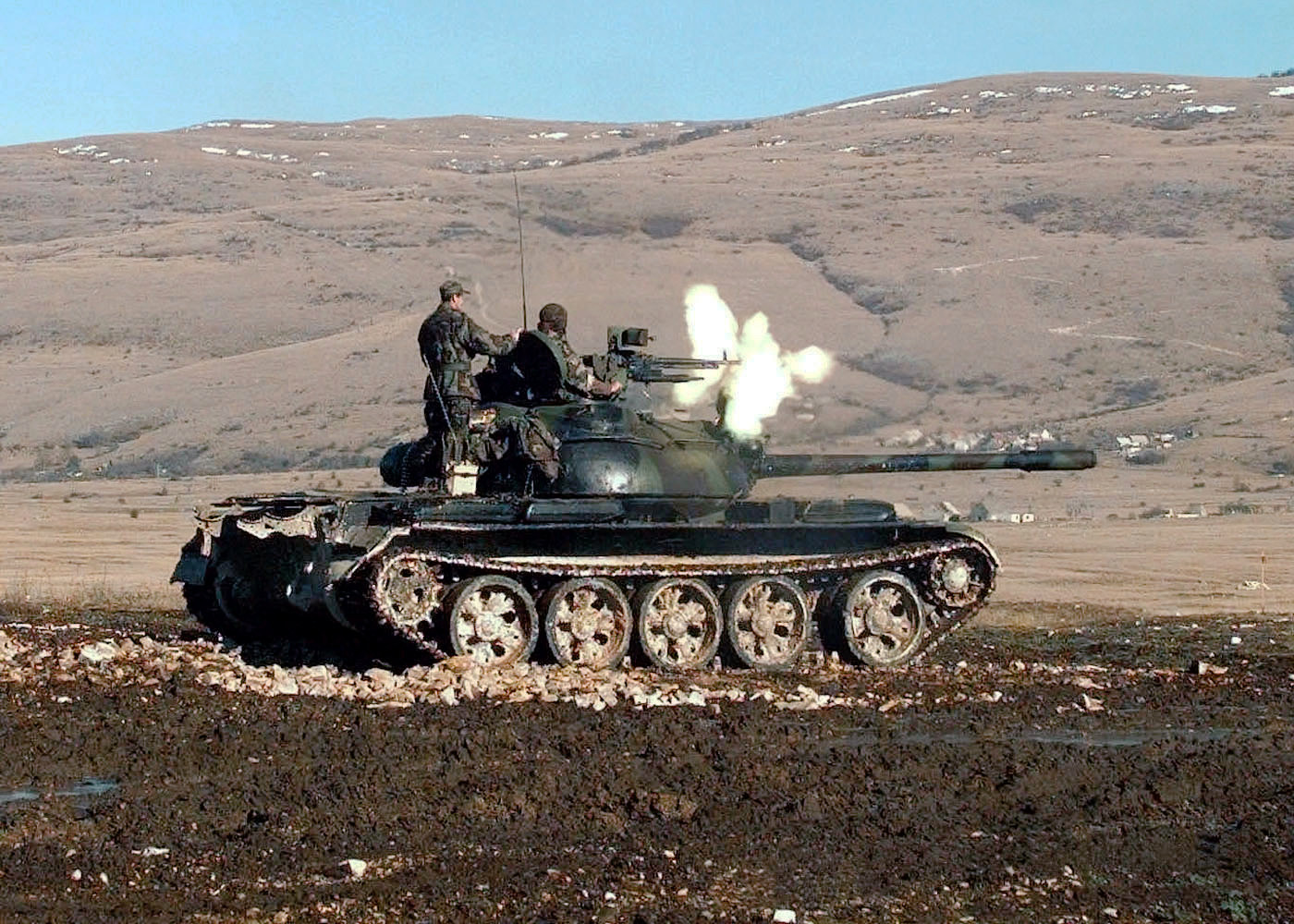
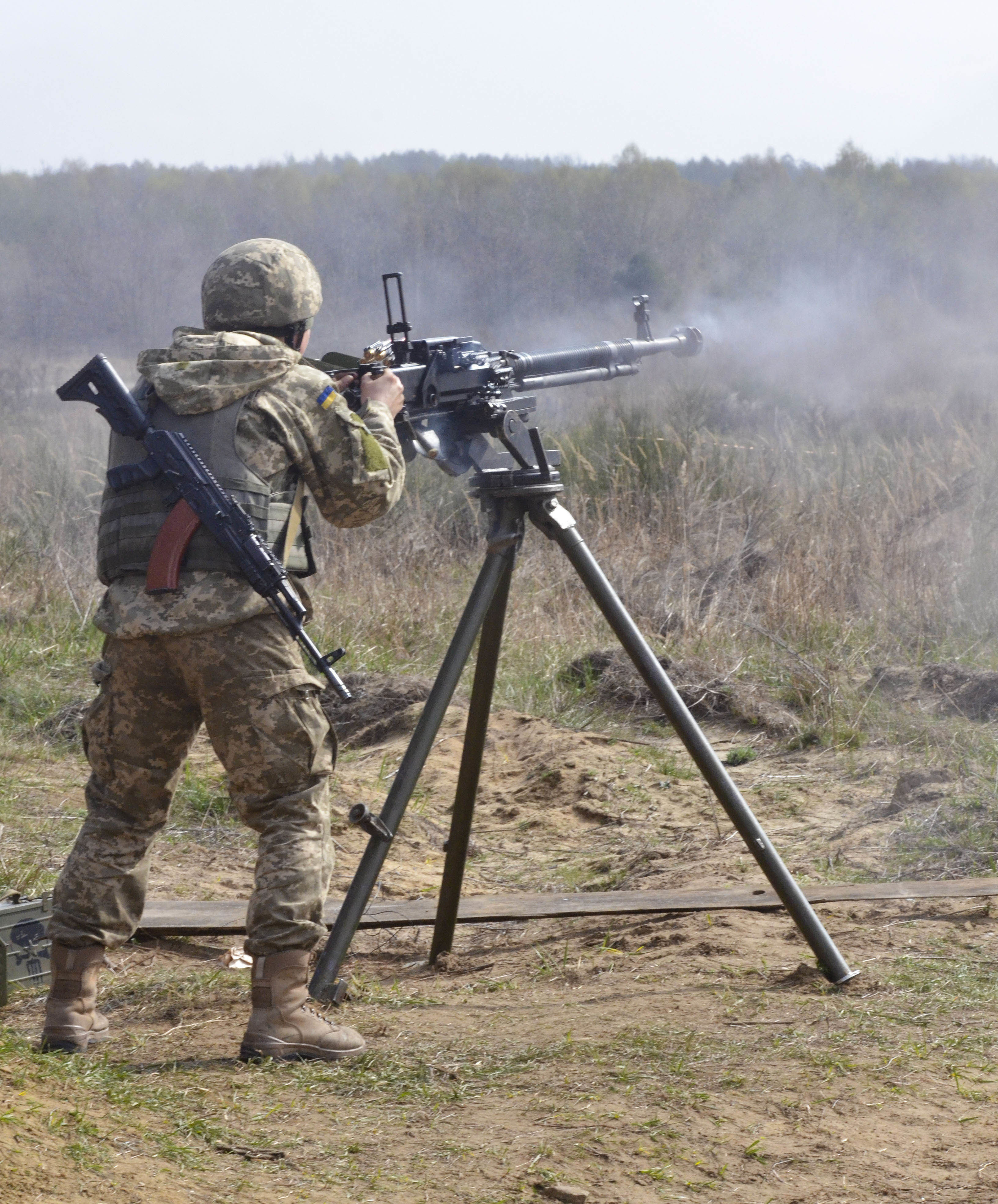
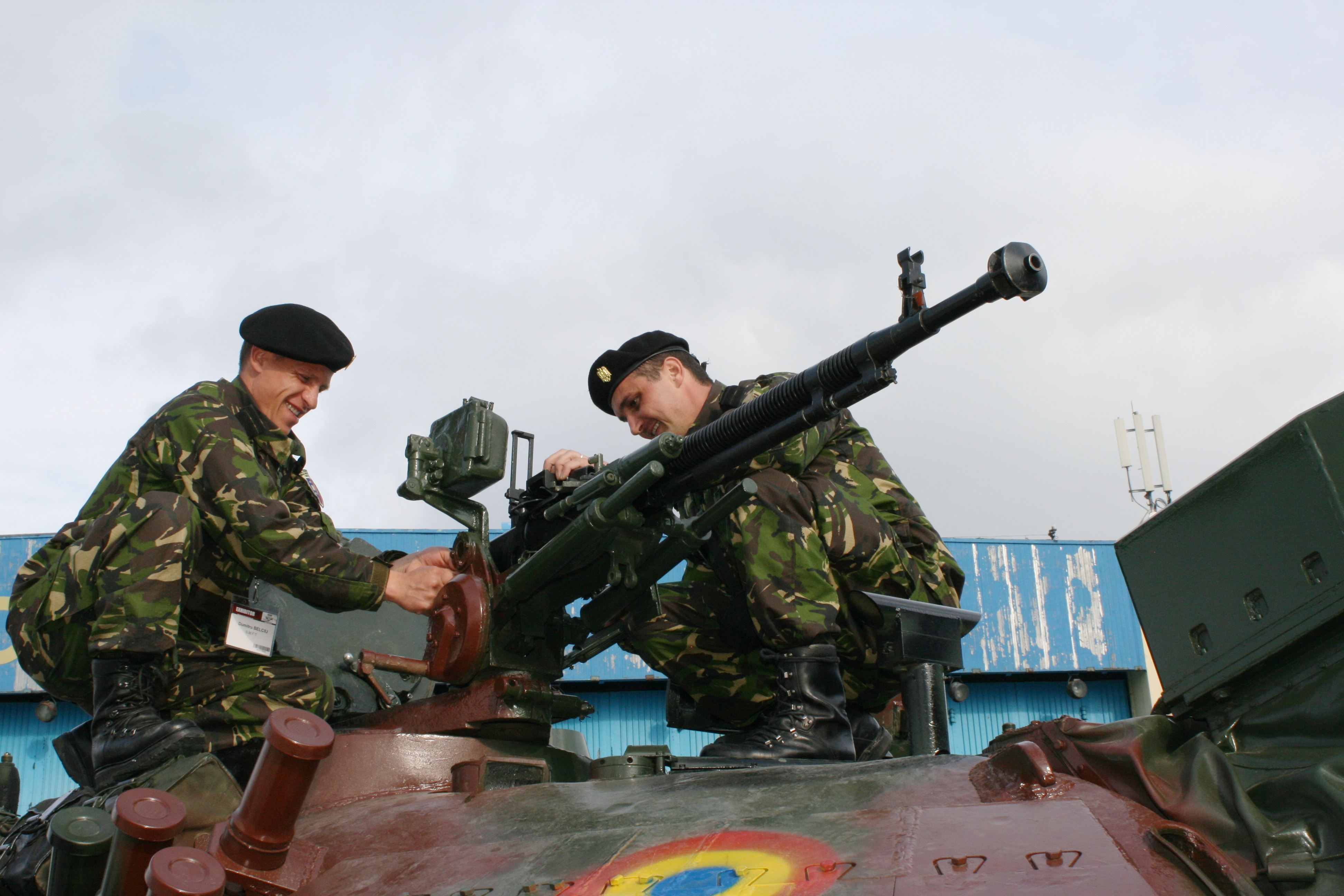